# 高畑翼
高畑 翼（たかはた つばさ、本名：髙畑翼、1995年9月30日 - ）は、日本の俳優。神奈川県出身。

## 略歴
- 2000年、スペースクラフトに所属し、デビュー。
- 2005年9月4日 - 2007年4月1日、劇団四季のミュージカル『ライオンキング』東京公演でヤングシンバ役を演じた。
- 2010年夏、キューブに移籍[1]。
- 2011年9月24日、キューブを退社。
- 同年10月2日、芸能活動休止を発表し[2]、ブログも一時閉鎖。
- 2012年1月1日、休止期間2ヶ月で芸能活動再開を発表。

## 出演

### テレビドラマ
- 光とともに…〜自閉症児を抱えて〜（2004年4月 - 6月、日本テレビ）安倍翼 役
- 受験の神様（2007年7月 - 9月、日本テレビ）髙谷翼 役
- ドラマW シリウスの道（2008年9月14日、WOWOW）
- てのひらのメモ（2010年10月23日、NHK）折川翔太 役

### バラエティ
- モグモグGOMBO（日本テレビ）兄・岬と共に出演
- 汐留スタイル（2003年、日本テレビ）木曜準レギュラー
- 日めくりタイムトラベル 未来のスーパースター（NHK-BS）母と共に出演
- 誰も知らない泣ける歌（2008年10月7日、日本テレビ）小椋宏司 役

### CM
- 中部電力 エコバッグ篇（2003年）
- 日産・リバティ カモの行列篇、除菌エアコン篇
- 花王 クリアクリーンプラス（2003年）
- バンダイ アバレジャケット（2003年）
- フジパン 本仕込（2003年）
- NTT西日本 Wii×フレッツ 光卵・30秒篇（2007年）
- ハウス 朝カレー・30秒篇（2010年）

### 舞台
- ライオンキング 東京公演（2005年9月4日 - 2007年4月1日、劇団四季）ヤングシンバ 役
- てるてるいのち（2007年10月6日、横浜アリーナ）てるてる合唱団
- 生命のコンサート 音楽劇 赤毛のアン（2008年11月8日 - 2014年11月16日、東京国際フォーラムCホール）少年ギルバート 役、他
- おしゃれにクラシックNo.6 音楽劇 赤毛のアン 青春篇（2008年12月1日・2日、浦和パルコ10階コムナーレ多目的ホール）少年ギルバート 役
- 環境ミュージカル 海外公演青い地球は誰のもの（2009年11月1日、ハンターカレッジ劇場/11月3日、ストーニーブルック校/11月4日、ワシントン日本大使館他）スチューデント　役
- 環境ミュージカル 海外公演Our Blue Planet（2012年6月17日、ジャパンソサエティ/6月19日、国連本部エクスプレスバー）学生
- ミュージカル 未来への贈り物（2014年3月15日、国立オリンピック記念青少年総合センターカルチャー棟）ストーリーテラー リュウ 役
- 萬屋錦之介一座「ざ☆よろきん」第七回本公演 高松心中〜坊主と花魁の四十九日〜（2014年4月8日 - 22日、シアターグリーン BASE THEATER）二作 役
- パズル♪コンサート　Vol.1（2014年6月28日、代々木八幡区民会館）企画、構成、脚本、演出、出演
- パズル♪コンサート　Vol.２（2014年10月4日、シブヤ楽器店LIVESPACE428）
- パズル♪コンサート　Vol.3（2014年12月26日、代々木八幡区民会館）
- 萬屋錦之介一座「ざ☆よろきん」二〇一五年 新春三館同時本公演 吉原万灯・猫忠臣蔵（2015年1月4日 - 11日、シアターグリーン BIG TREE THEATER・BOX in BOX THEATER）カイ 役
- ミュージカル 未来への贈り物（2015年4月3日 - 5日、渋谷区文化総合センター大和田さくらホール）ストーリーテラー リュウ 役
- パズル♪コンサート　Vol.４　ミニコンサート（2015年4月25日、スタジオK高円寺）
- ミュージカル 秘密の花園 In Concert（2015年6月12日 - 14日、川崎市アートセンター アルテリオ小劇場）ディコン 役
- ミュージカル座　ニッキー（2015年8月18日-23日、IMAホール）ジョン 役
- パズル♪コンサート　Vol.5（2015年9月23日、新宿区角筈区民ホール）
- 玉泉院10周年感謝祭（2015年10月18日、稲毛会館）
- ミュージカル音楽　クリスマスコンサート（2015年12月25日、東京ウィメンズプラザホール）企画、演出、出演
- パズル♪コンサートVol.6（2016年3月30日、新宿文化センター）
- 高畑翼～AngelLive～（2016年5月30日、スタジオK高円寺）
- パズル♪コンサートVol.7（2016年6月12日、北とぴあドームホール）
- ミュージカル座　ひめゆり（2016年7月14日-19日、シアター1010）
- ミュージカル 未来への贈り物（2016年8月19日 - 21日、渋谷区文化総合センター大和田さくらホール）クロノス 役
- T-TIMe（2016年10月2日、中野区野方区民ホール）主催、出演
- パズル♪コンサート　Vol.8（2016年10月18日、杉並公会堂）
- ミュージカル座　ロイヤルホストクラブ（2016年11月17日 - 20日、IMAホール）白鳥翼 役
- STUDENTS!MUSICALGALA（2016年12月4日、スタジオK高円寺）
- Again　dance project（2016年12月11日）
- パズル♪コンサート　Vol.9（2016年12月18日、北とぴあドームホール）
- 高畑翼～AngelLive～（2017年1月7日、スタジオK高円寺）
- パズル♪コンサート～The　Final～（2017年3月30日、スクエア荏原ひらつかホール）
- 劇団四季「魔法をすてたマジョリン」（2018年5月15日 - 8月14日、こころの劇場/野田市文化会館/武蔵野市民文化会館/神奈川県民ホール）
- ライオンキング（劇団四季）男性アンサンブル1枠
  - 東京公演（2019年9月11日 - ）
  - 名古屋公演（2020年3月26日 - ）

### 映画
- トウキョウソナタ（2008年）生徒 役
- 忍たま乱太郎（2011年7月23日）久々知兵助 役